# Příbramská strojírna a slévárna

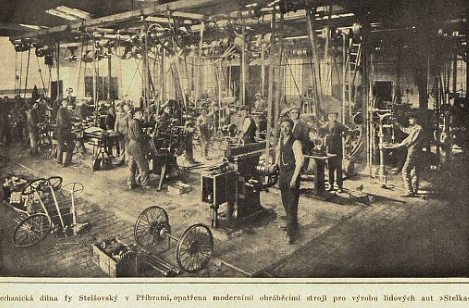
Strojírna a slévárna Stelšovský, mechanická dílna (1924)

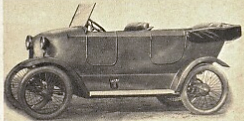
Automobil Stelka (1924)

Příbramská strojírna a slévárna a. s. byl československý výrobce automobilů.

## Historie firmy
„Strojírna a slévárna Stelšovský Rudolf v Příbrami“ vznikla v roce 1899. Výrobní program představovaly hospodářské stroje, výrobky ze šedé a kujné litiny. Majitel poté továrnu modernizoval a rozšířil. V roce 1922 začal vyrábět v té době nejlevnější automobily na československém trhu s názvem „Stelka“. Byly osazeny dvouválcovým motorem o objemu 1145 cm³. Konstruktérem vozu byl Jan Švejda.
V roce 1924 byla ale pro malou technickou spolehlivost a následný nezájem výroba „lidového vozu“ Stelka i jeho užitkové verze ukončena a tak nově založená „Příbramská strojírna a slévárna, akc. spol., dříve Stelšovský v Příbrami“ začala s výrobou automobilů se značkou ASPA (zkratka Akciová společnost příbramské automobilky). Produkci ukončila v roce 1929. Podle knihy Automobile Manufacturers Worldwide Registry výroba vozů pod touto značkou probíhala pouze v období 1925 až 1927. V roce 1927 byla totiž Příbramská strojírna a slévárna před zánikem. Vedení Příbrami proto požádalo konstruktéra letadel Ing. Aloise Šmolíka, aby ji převzal a zajistil tak pracovní místa pro stávajících třicet zaměstnanců. Inženýr Šmolík žádosti vyhověl a továrnu převzal. V následujících dvou letech firmu vyvedl z těžké finanční situace. Převedl sem i část letecké výroby a zajistil i vývoz její produkce.

## Vozidla
Prvním typem byl vůz osazený čtyřválcovým řadovým motorem z Fordu model T.
Další model, podle Encyklopedie automobilů označený Typ B 5/15 HP, 5/14 HP nebo Type B, poháněl vodou chlazený čtyřválec o objemu 1327 cm³ a výkonu 15 koní. Motor měl rozvod OHV, magnetové zapalování, startér Bosch . Přenos výkonu na zadní nápravu zajišťovala čtyřstupňová převodovka. Hmotnost vozu byla 650 kg. Otevřená čtyřmístná karoserie měla jen jedny dveře. Tohoto typu vzniklo 40 kusů. V nabídce firmy byly také užitkové automobily a sanitní vozy.
V roce 1926 rozšířil nabídku Typ M 7/24 HP. Jeho motor s vrtáním 75 mm a zdvihem 110 mm měl objem 1944 cm³.
V roce 1933 bylo v Československu v provozu registrováno 30 osobních a 4 užitková vozidla, 1 autobus a 1 sanitní vůz značky ASPA.